# Pubblicazioni
Con il termine di pubblicazioni si intende l'affissione alla porta della casa comunale e della parrocchia (in caso di matrimonio concordatario) di un atto che indica le generalità e la professione dei nubendi (coloro che intendono sposarsi) e dei loro genitori e il luogo in cui il matrimonio sarà celebrato. La pubblicazione va richiesta all'ufficiale di stato civile del luogo di residenza di uno dei coniugi e avviene nei comuni di residenza degli sposi. Le pubblicazioni precedono il matrimonio e servono per accertare la mancanza di impedimenti matrimoniali. Il matrimonio non può essere celebrato prima di 4 giorni dall'avvenuta pubblicazione e va comunque celebrato entro i 180 giorni successivi.